# Gurjaani
Gurjaani (in georgiano გურჯაანი?) è un comune della Georgia, situato nella regione della Cachezia.

## Strutture
A Gurjaani si trova lo Stadio Davit Q'ipiani intitolato in onore di Davit Q'ipiani.